# Carlos Cardinal
Carlos Cardinal de Oliveira (São Luiz Gonzaga, 1º de março de 1950) é um produtor rural e político brasileiro. Exerceu o mandato de deputado federal constituinte em 1988. Filho de Leoveral de Sousa Oliveira e de Vivaldina Cardinal Oliveira.
Durante o ginásio, estudou no Colégio Miguel Fernandes em Bossoroca, no Rio Grande do Sul, e o secundário no Instituto Porto Alegre, na capital gaúcha, concluindo em 1968. Depois entrou na Faculdade de Medicina Veterinária da Universidade Federal de Santa Maria, finalizando o curso em 1973.

## Carreira Política
Em 1978, filiou-se ao partido de oposição à ditadura militar, chamado Movimento Democrático Brasileiro (MDB).
Em 1979, tornou-se secretário municipal de Agricultura em São Luiz Gonzaga e logo depois foi para Porto Alegre, para participar do governo de Amaral de Sousa (1979-1983), no qual foi secretário Estadual de Agricultura.
Em novembro de 1979, com o fim do bipartidarismo, foi um dos fundadores do Partido Democrático Trabalhista (PDT) em sua cidade natal. E em 1980, foi nomeado o primeiro presidente do partido em São Luiz Gonzaga.
Em 1982, foi presidente da União Missioneira do Trabalhismo no Rio Grande do Sul e foi candidato à prefeitura de São Luiz Gonzaga, mas não venceu as eleições.
Em 1986, foi eleito deputado federal do PDT pelo Rio Grande do Sul. Tomou posse em 1987 junto ao início das atividades da Assembleia Nacional Constituinte (ANC), passando a ser membro titular da Subcomissão dos Estados e da Comissão da Organização do Estado.
Em outubro de 1988, com a nova Carta Constitucional, passou a exercer o mandato ordinário e com isso tornou-se, em 1989, um dos vice-líderes da bancada do PDT.
Em 1990, foi reeleito e em seu novo mandato, no qual era membro titular da Comissão de Agricultura e Política Rural, tentou incentivar a reforma agrária.
Em maio de 1992, deixou o mandato para voltar a assumir a Secretaria de Agricultura e Abastecimento do Rio Grande do Sul durante o governo de Alceu Collares. Foi substituído por Jorge Uequed (PSDB) e nos meses de março e setembro de 1993 voltou à Câmara para participar de votações a cerca de temas do seu interesse.
Em novembro de 1993, houve uma crise no governo gaúcho com denúncias de irregularidades praticadas por membros do Executivo estadual. O PCdoB e o PSDB manifestaram apoio à CPI para investigar Collares, e como represália o então governador exonerou Carlos Cardinal e o secretário Carrion Júnior, com o intuito de tirar da Câmara Jorge Uequed e Edson Silva (PCdoB), substituto de Carrion.
Em sua volta à Câmara, foi novamente titular da Comissão de Agricultura e Política Rural e foi contrário ao voto facultativo e ao Fundo Social de Emergência (FSE). Entre os anos de 1991 e 1995, foi o deputado gaúcho com mais projetos de lei apresentados.
Em 1994, foi reeleito deputado federal e em 1995 foi contrário às privatizações e à reforma do Estado propostas por Fernando Henrique Cardoso.
Em 1996, foi renomeado titular da Comissão de Agricultura e Política Rural da Câmara pela quarta vez e votou a favor da criação da CPMF.
Em 1997, foi contrário à emenda que concedeu aos prefeitos, governadores e presidente da República o direito de reeleição.
Em janeiro de 1999, deixou a Câmara após tentar reeleição em 1998 pela coligação formada pelo PDT, PMN e PST, chamada Frente Trabalhista Rio-Grandense.
Nas eleições de 2006, candidatou-se novamente, mas não foi eleito.

Em 2008, perdeu a disputa pela presidência regional do PDT no Rio Grande do Sul para Romildo Bolzan Júnior.